# Hall of Fame (låt)
Hall of Fame är en låt av den irländska musikgruppen The Script (med will.i.am från Black Eyed Peas som gästartist) från albumet #3 som släpptes den 19 augusti 2012. Låten är skriven av Danny O'Donoghue, Mark Sheehan och James Barry och  beskrivs som poprock och pianorock.
Första radiospelningen skedde på den brittiska radiokanalen Capital den 23 juli 2012.